# 赛恩斯海姆
赛恩斯海姆是德国巴伐利亚州的一个市镇。总面积17.51平方公里，总人口1036人，其中男性532人，女性504人（2011年12月31日），人口密度59人/平方公里。